# Вербовая (приток Висуни)
Вербовая — река на Украине, левый приток Висуни (бассейн Днепра).

## Характеристика
Протекает в пределах Криворожского района Днепропетровской области и Баштанского района Николаевской области.
Начинается в селе Вербовое. Течёт в общем южном направлении через сёла Тарасовка, Нововладимировка, Весёлый Гай, Авдотьевка, Розовка. К юго-востоку от села Бурячки впадает в реку Висунь.
Длина 48 км или 64 км. Площадь водосборного бассейна 457 км². Уклон реки 1,8 м/км. Долина в ширину 0,8 км, глубиной до 20 м. Русло извилистое (в низовье сильно), шириной 2 м.
Основной приток — балка Очеретина — впадает слева у Авдотьевки.
В верхнем течении летом мелеет и местами пересыхает. Сток зарегулирован прудами. Используется для орошения.
Вдоль реки расположено 6 участков залужения на площади 40,3 га. Прибрежные зоны используются для отдыха и рыбной ловли.